# Jesús Olmedo
Jesús Olmedo (Dos Hermanas, Sevilla, 6 de octubre de 1973), es un actor español.

## Biografía
Se crio en el barrio sevillano de Rochelambert y estudió en el colegio Emilio Prados.Empezó a hacerse popular gracias a series de TV que protagonizó en España y que luego serían emitidas en Hispanoamérica y Estados Unidos... como "Esencia de poder", "Géminis" o "Venganza de amor". Pero donde realmente se popularizó fue en: "Hospital Central", "Hispania, la leyenda", "Imperium", "Gran Reserva: El origen" y La que se avecina.
Se hizo popular por su papel Marco, general de las tropas romanas en la exitosa serie de Antena 3 Hispania, en 2013 se estrenó la secuela Imperium en Antena 3. Anteriormente actuó en otra serie de Telecinco Hospital Central, actuando en el papel de Carlos Granados, un trabajador social que al principio llegó como paciente.
En 2014 participa en el videoclip del grupo asturiano de power metal Warcry, llamado "Huelo el miedo", junto a Nerea Garmendia y Christian Gálvez.
En 2016 rueda capítulos de Olmos y Robles y la película Sin necesidad de más Participa en el teatro en una obra sobre Sara Montiel con Eva Manjón y se confirma su participación en la décima temporada de La que se avecina.
En 2017 formó parte de Centro médico como Alberto Molina, en 2018 participa en La que se avecina interpretando a Diego.

## Vida privada
Desde 2008 hasta 2020 mantuvo una relación sentimental con la actriz Nerea Garmendia.
Se separó de Nerea al comenzar ese mismo año una relación con Marta Poveda, su compañera de reparto en la serie Mercado central. Se rumoreó que la relación comenzó antes de que Nerea y él se separasen.

## Filmografía

### Televisión
| Año                  | Serie                                       | Canal     | Personaje              | Notas         |
| -------------------- | ------------------------------------------- | --------- | ---------------------- | ------------- |
| 1997                 | Hostal Royal Manzanares                     | La 1      | Pablo                  | 3 episodios   |
| 2000                 | Periodistas                                 | Telecinco | Jesús                  | 1 episodio    |
| 2000                 | Al salir de clase                           | Telecinco | Episódico              | 1 episodio    |
| 2000                 | Un chupete para ella                        | Antena 3  | Richi                  | 2 episodios   |
| 2001                 | El comisario                                | Telecinco | Episódico              | 1 episodio    |
| 2001                 | Esencia de poder                            | Telecinco | Diego Rivera           | 23 episodios  |
| 2001                 | Academia de baile Gloria                    | La 1      | Alberto                | 15 episodios  |
| 2002                 | Ana y los siete                             | La 1      | Alfonso                | 1 episodio    |
| 2002 - 2003          | Géminis, venganza de amor                   | La 1      | Principal              | 94 episodios  |
| 2003                 | Un paso adelante                            | Antena 3  | Alberto                | 2 episodios   |
| 2004                 | El inquilino                                | Antena 3  | Javier                 | 6 episodios   |
| 2004                 | La sopa boba                                | Antena 3  | Félix                  | 17 episodios  |
| 2005                 | Aquí no hay quien viva                      | Antena 3  | Ricardo                | 4 episodios   |
| 2005 - 2009          | Hospital Central                            | Telecinco | Carlos Granados        | 118 episodios |
| 2009                 | 90-60-90, diario secreto de una adolescente | Antena 3  | Bruno Varela           | 8 episodios   |
| 2010 - 2012          | Hispania, la leyenda                        | Antena 3  | Marco                  | 20 episodios  |
| 2012                 | Imperium                                    | Antena 3  | Marco                  | 6 episodios   |
| 2013                 | Gran Reserva: El origen                     | La 1      | Luis Miranda           | 82 episodios  |
| 2015                 | Amar es para siempre                        | Antena 3  | Dante Ranieri          | 57 episodios  |
| 2015                 | Rabia                                       | Cuatro    | Miguel                 | 1 episodio    |
| 2015-2019; 2023-2024 | La que se avecina                           | Telecinco | Diego Tejada Palomares | 10 episodios  |
| 2016                 | Olmos y Robles                              | La 1      | Gabriel Fuentes        | 1 episodio    |
| 2017 - 2018          | Centro médico                               | La 1      | Alberto Molina         | 278 episodios |
| 2019 - 2021          | Mercado central                             | La 1      | Jorge Santos Ruiz      | 310 episodios |
| 2023                 | Sagrada familia                             | Netflix   | Marín                  | 8 episodios   |
| 2024                 | Sueños de libertad                          | Antena 3  | Jaime Berenguer        | 97 episodios  |

### Largometrajes
| Año  | Título                                       | Personaje            | Dirección                       |
| ---- | -------------------------------------------- | -------------------- | ------------------------------- |
| 1999 | Nadie conoce a nadie                         | Brujo                | Mateo Gil                       |
| 2000 | Fugitivas                                    | Juanjo               | Miguel Hermoso                  |
| 2000 | El otro barrio                               |                      | Salvador García Ruiz            |
| 2003 | Despacito y a compás                         | Ángel                | Marta Molins                    |
| 2003 | Noviembre                                    | Camarero             | Achero Mañas                    |
| 2004 | Recambios                                    | Luis                 | Manu Fernández                  |
| 2005 | Semen, una historia de amor                  | Emilio joven         | Daniela Fejerman e Inés París   |
| 2005 | 15 días contigo                              | Conductor 1          | Jesús Ponce                     |
| 2007 | Lola, la película                            | Teniente             | Miguel Hermoso                  |
| 2008 | 8 citas                                      | Dani                 | Peris Romano, Rodrigo Sorogoyen |
| 2008 | Flor de mayo                                 | Martínez             | José Antonio Escrivá            |
| 2010 | La herencia Valdemar                         | Chambelán            | José Luis Alemán                |
| 2011 | La herencia Valdemar II: La sombra prohibida | Chambelán            | José Luis Alemán                |
| 2014 | El clavo de oro                              | Judas                | Antonio del Real                |
| 2017 | Sin necesidad de más                         | Héctor Castilla      | Charo Anaya                     |
| 2019 | Cynta                                        | Ricardo              | Ángel Villaverde                |
| 2019 | Lope enamorado                               | Lope de Vega         | Rodolfo Montero de Palacio      |
| 2022 | Vienes o voy                                 | Ramón y Ramona Novoa | Jaime Botella                   |
| 2022 | Héroes de barrio                             | Mario                | Ángeles Reiné                   |

### Cortometrajes
| Año  | Título  | Personaje | Dirección        |
| ---- | ------- | --------- | ---------------- |
| 2003 | Mus     | Carmelo   | Patxi Amezcua    |
| 2012 | Way Out | Rey       | Mario Pagano     |
| 2012 | Sssh!   | Willy     | Laura M. Campos  |
| 2018 | 4'9     | Padre     | Nacho Ros Bernal |

## Premios
2009
- Premio GQ al Mejor actor revelación por "90-60-90, diario secreto de una adolescente"[3]